# 18-й истребительный авиационный полк
18-й истребительный авиационный полк (18-й иап) — воинская часть Военно-воздушных сил (ВВС) Вооружённых Сил РККА, принимавшая участие в боевых действиях Советско-японской войны.

## Наименования полка
- 18-й истребительный авиационный полк;
- 18-й истребительный авиационный полк ПВО;
- 18-й истребительно-бомбардировочный авиационный полк;
- 18-й авиационный полк истребителей-бомбардировщиков;
- 89-й авиационный полк истребителей-бомбардировщиков;
- 89-й бомбардировочный авиационный полк;
- Войсковая часть (полевая почта) 42014.

| И-15 бис | Ла-5 | И-16 |

## Создание полка
18-й истребительный авиационный полк сформирован 20 июня 1938 года в ВВС Особой Краснознамённой Дальневосточной армии на основе 11-й и 26-й истребительных эскадрилий 33-й истребительной авиационной бригады ВВС ОКДВА в г. Хабаровске. Включён в состав 20-й иабр ВВС ОКДВА с дислокацией в Хабаровске.

## Переформирование полка
- 18-й истребительный авиационный полк 08 августа 1942 года передан из ВВС в состав ПВО ТС и был переименован в 18-й истребительный авиационный полк ПВО
- 18-й истребительный авиационный полк ПВО 29 января 1952 года передан из ПВО ТС в состав ВВС и был переименован в 18-й истребительный авиационный полк
- 18-й истребительный авиационный полк 01 сентября 1960 года в связи с созданием истребительно-бомбардировочной авиации и оснащением новыми самолётами Су-7Б для решения новых боевых задач  был переименован в 18-й истребительно-бомбардировочный авиационный полк.
- 18-й истребительно-бомбардировочный авиационный полк 11 ноября 1976 года в связи с изменением наименований был переименован в 18-й авиационный полк истребителей-бомбардировщиков
- 18-й авиационный полк истребителей-бомбардировщиков 15 октября 1981 года был переименован в 89-й авиационный полк истребителей-бомбардировщиков
- 89-й авиационный полк истребителей-бомбардировщиков в связи с перевооружением на самолёты Су-24 01 декабря 1982 года  переименован в 89-й бомбардировочный авиационный полк.

## Расформирование полка
89-й бомбардировочный авиационный полк в мае 1992 года был выведен из Польши на территорию России в Ленинградский военный округ с последующим расформированием в декабре 1993 года на аэродроме Сиверский Ленинградская область.

## В действующей армии
В составе действующей армии:
- с 9 августа 1945 года по 3 сентября 1945 года

## Командиры полка
- подполковник, полковник (1939) Горбацевич Леонид Антонович[2], 20.06.1938 -
- майор Кондрат, Емельян Филаретович, февраль 1939 — январь 1940
- Горлов, Никита Романович[3], 11.02.1940 — 12.08.1941
- майор Артемьев, Николай Фёдорович[4], 22.08.1943 — 31.12.1945

## В составе соединений и объединений
| Период        | Фронт (округ)                                | армия                 | дивизия                                      | примечание                                     |
| ------------- | -------------------------------------------- | --------------------- | -------------------------------------------- | ---------------------------------------------- |
| 20.06.1938 г. | Особая Краснознамённая Дальневосточная армия | ВВС армии             | 20-я истребительная авиационная бригада      | И-15, И-16                                     |
| 01.08.1940 г. | Дальневосточный фронт                        | ВВС фронта            | 29-я истребительная авиационная дивизия      | И-153, И-16                                    |
| 03.10.1941 г. | Дальневосточный фронт                        | ВВС фронта            | 29-я истребительная авиационная дивизия      | 2-я и 3-я аэ перевооружены с И-16 на ЛаГГ-3    |
| 20.02.1942 г. | Дальневосточный фронт                        | ВВС фронта            | 29-я истребительная авиационная дивизия      | 3-я аэ на ЛаГГ-3 передана в 307-й иап          |
| 18.07.1942 г. | Дальневосточный фронт                        | ВВС фронта            | 29-я истребительная авиационная дивизия      | 1-я аэ перевооружена на ЛаГГ-3                 |
| 08.08.1942 г. | ПВО ТС                                       | Приамурская армия ПВО | 149-я истребительная авиационная дивизия ПВО | ЛаГГ-3                                         |
| 29.01.1945 г. | ПВО ТС                                       | Приамурская армия ПВО | 149-я истребительная авиационная дивизия ПВО | перевооружение на Як-9                         |
| 08.08.1945 г. | ПВО ТС                                       | Приамурская армия ПВО | 149-я истребительная авиационная дивизия ПВО | Як-9                                           |
| 09.08.1945 г. | 2-й Дальневосточный фронт                    | Приамурская армия ПВО | 149-я истребительная авиационная дивизия ПВО | участие в советско-японской войне на Як-9      |
| 10.09.1945 г. | ПВО ТС                                       | Приамурская армия ПВО | 149-я истребительная авиационная дивизия ПВО |                                                |
| 29.01.1952 г. | Дальневосточный военный округ                | ВВС округа            | 149-я истребительная авиационная дивизия     |                                                |
| 11.10.1952 г. | ПВО Китая                                    | Объединённая армия    | 149-я истребительная авиационная дивизия     | Китай                                          |
| 18.04.1955 г. | Северная группа войск                        | 37-я воздушная армия  | 149-я истребительная авиационная дивизия     | Шпротава                                       |
| 05.1992 г.    | Ленинградский военный округ                  | 76-я воздушная армия  | 149-я истребительная авиационная дивизия     | Сиверская, Новгородская область                |
| 12.1993 г.    | Ленинградский военный округ                  | 76-я воздушная армия  | 149-я истребительная авиационная дивизия     | расформирован, Сиверская, Новгородская область |

## Участие в операциях и битвах
- Задачи ПВО по прикрытию от ударов с воздуха городов Хабаровск, Комсомольск-на-Амуре, Николаевск-на-Амуре, объектов, коммуникаций тыла, районов сосредоточения и группировки войск
- Южно-Сахалинская операция[5] — с 11 августа 1945 года по 25 августа 1945 года
- Сунгарийская наступательная операция[5] — с 9 августа 1945 года по 2 сентября 1945 года.

## Статистика боевых действий
Всего за годы Советско-японской войны полком:
| Выполнено боевых вылетов | Воздушных боёв | Сбито самолётов в воздухе |
| ------------------------ | -------------- | ------------------------- |
| 22                       | не было        | 0                         |

Выполнено 4 боевых вылета на сопровождение самолёта Главнокомандующего Маршала Василевского

## Самолёты на вооружении
| Период      | Самолёты   |
| ----------- | ---------- |
| 1938 — 1942 | И-16       |
| 1938 — 1941 | И-153      |
| 1941 — 1945 | ЛаГГ-3     |
| 1945 — 1946 | Як-9       |
| 1949 — 1950 | Як-9П      |
| 1950 — 1952 | КингКобра  |
| 1952 — 1955 | МиГ-15     |
| 1955 — 1960 | МиГ-17     |
| 1960 — 1975 | Су-7Б      |
| 1976 — 1982 | МиГ-27М, К |
| 1981 — 1990 | Су-24      |
| 1989 — 1993 | Су-24М     |

## Базирование
| Период                  | Аэродромы                        |
| ----------------------- | -------------------------------- |
| 05.1945 — 09.1947       | Николаевка, Приморский край      |
| 09.1947 — 10.1952       | Хабаровск, Хабаровский край      |
| 10.1952 — 07.1953       | Далянь, Китай                    |
| 07.1953 — 05.1954       | Саншилипу, Китай                 |
| 05.1954 — 18.4.1955     | Пуланьдянь, Китай                |
| 23.05.1955 — 07.07.1992 | Шпротава, Польша                 |
| 07.07.1992 — 12.1993    | Сиверский, Ленинградская область |